# Universidade Livre de Bruxelas (1834–1969)
Universidade Livre de Bruxelas (em língua francesa: Université libre de Bruxelles, ULB; em neerlandês: Vrije Hogeschool te Brussel, posteriormente Vrije Universiteit Brussel) foi uma universidade privada localizada em Bruxelas, Bélgica.
Fundada em 1834, a instituição existiu como uma única universidade até 1969, quando foi dividida em duas entidades distintas devido a tensões linguísticas: a Université Libre de Bruxelles, de língua francesa, e a Vrije Universiteit Brussel, de língua neerlandesa.
Criada sob o princípio da "livre investigação" (libre examen), a universidade foi estabelecida por intelectuais livres-pensadores como reação à hegemonia católica no sistema educacional belga. Declaradamente secular, a Universidade Livre de Bruxelas esteve particularmente associada ao liberalismo político durante o período da pilarização. Ao lado da Universidade Católica de Lovaina (1834–1968) e das universidades estatais de Liège e Gante, figurava entre as principais instituições de ensino superior da Bélgica.
As chamadas "Guerras Linguísticas" impactaram diretamente a universidade, culminando em sua cisão após as manifestações estudantis em Lovaina, ocorridas em 1968. Em 1969, a Universidade Livre de Bruxelas dividiu-se formalmente em duas instituições independentes: a francófona Université Libre de Bruxelles (ULB) e a neerlandesa Vrije Universiteit Brussel (VUB). Apesar da separação, ambas mantêm colaboração acadêmica e institucional no âmbito da Aliança Universitária de Bruxelas, estabelecida em 2013.

## História

### Criação de uma universidade em Bruxelas

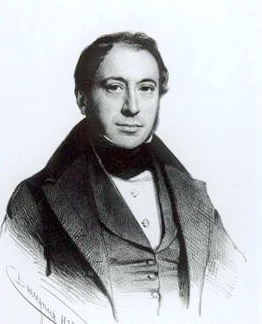
Pierre-Théodore Verhaegen, fundador da Universidade Livre de Bruxelas

A Universidade Livre de Bruxelas foi fundada como Universidade Livre da Bélgica (Université Libre de Belgique) em 20 de novembro de 1834, pouco após a Revolução Belga e a independência do país, em 1830. Durante o domínio holandês, a Bélgica contava com três universidades estaduais — em Leuven, Gante e Liège — cujas atividades foram amplamente interrompidas após a revolução e os conflitos com os Países Baixos. Desde 1831, maçons da loja "Les Amis philanthropes" já cogitavam a fundação de uma nova universidade privada.
A iminente criação da Universidade Católica de Malinas reacendeu o interesse de grupos anticlericais, especialmente maçons, liberais e livres-pensadores. A partir de abril de 1834, Pierre-Théodore Verhaegen e Auguste Baron lideraram uma campanha de arrecadação de fundos. A fundação oficial da Universidade Livre de Bruxelas ocorreu em 20 de novembro de 1834, no antigo Palácio de Carlos de Lorena, em Bruxelas, com o apoio do prefeito liberal Nicolas-Jean Rouppe. A data é celebrada anualmente como feriado estudantil, o Saint Verhaegen (frequentemente abreviado como St. V), em homenagem a Verhaegen.
A universidade foi fundada sob o princípio do libre examen (livre exame), que expressava os ideais iluministas de independência em relação a autoridades religiosas e políticas. Isso resultou em conflitos com a Igreja Católica e com o Partido Católico, ligado à Universidade Católica de Leuven, estabelecida em 1835.
No contexto da pilarização belga, a Universidade Livre tornou-se uma das principais instituições do “pilar liberal”. Em 1842, passou a adotar o nome Université Libre de Bruxelles (“Universidade Livre de Bruxelas”).
Nos anos iniciais, a instituição enfrentou dificuldades financeiras por não receber subsídios governamentais, dependendo de doações e mensalidades. Verhaegen, professor e mais tarde reitor da universidade, reafirmou ao rei Leopoldo I seu compromisso com a liberdade acadêmica: “o princípio da livre investigação não é influenciado por nenhuma autoridade política ou religiosa”.
Em 1858, a Igreja Católica fundou o Instituto Saint-Louis, que mais tarde se tornaria uma universidade independente.

### Expansão, tensões internas e movimento

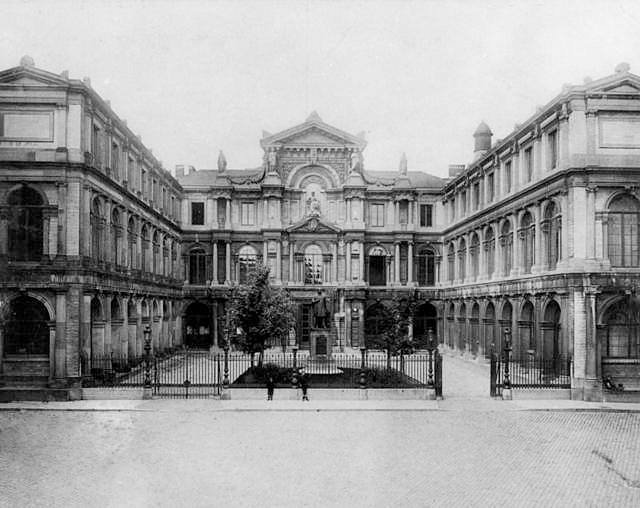
A Universidade Livre, então sediada no Palácio Granvelle, por volta de 1900

A Universidade Livre expandiu-se significativamente nas décadas seguintes. Em 1842, foi transferida para o Palácio Granvelle, que ocupou até 1928. Nesse período, ampliou o número de disciplinas oferecidas e, em 1880, tornou-se uma das primeiras instituições belgas a permitir que mulheres estudassem em algumas de suas faculdades.
Em 1893, a universidade recebeu grandes doações de Ernest Solvay, Alfred Solvay e Raoul Warocqué, destinadas à abertura de novas faculdades em Bruxelas. Nesse mesmo ano, um convite feito pelo reitor Hector Denis ao geógrafo anarquista Élisée Reclus para proferir uma palestra na universidade gerou controvérsia. O episódio provocou a cisão de um grupo de professores liberais e socialistas, que fundaram a Nova Universidade de Bruxelas (Université Nouvelle de Bruxelles) em 1894. No entanto, a nova instituição não conseguiu competir com a Universidade Livre e encerrou suas atividades definitivamente em 1919.

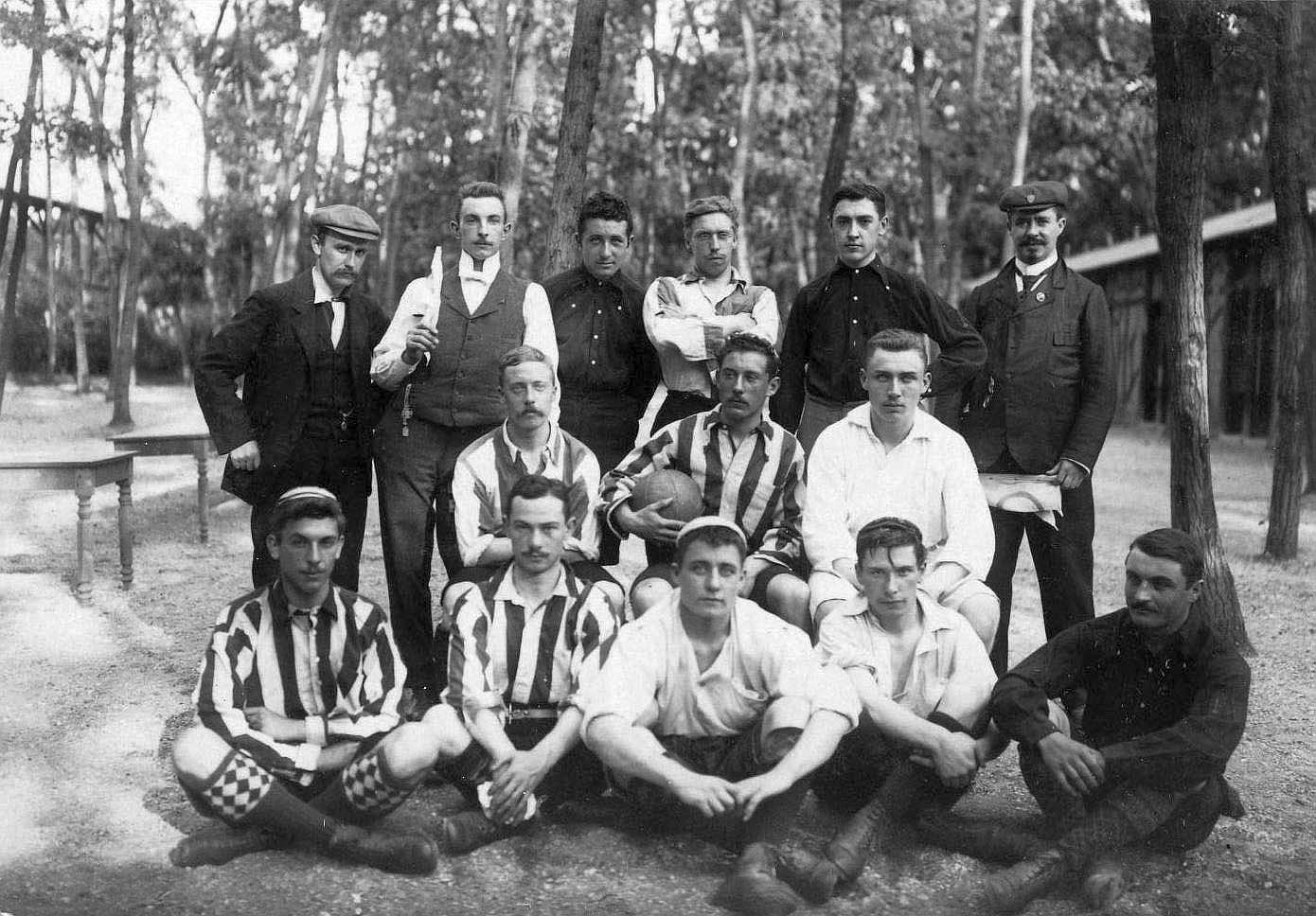
O time de futebol da universidade que ganhou a medalha de bronze nos Jogos Olímpicos de 1900

Em 1900, o time de futebol da Universidade Livre conquistou a medalha de bronze nos Jogos Olímpicos de Verão. Após a recusa do Racing Club de Bruxelas em participar do torneio, a Federação enviou uma seleção de estudantes da universidade, que foi posteriormente reforçada por alguns jogadores que não eram estudantes.
O Instituto de Sociologia foi fundado em 1902, seguido pela Escola de Comércio Solvay em 1904, que mais tarde se tornaria a Escola de Administração e Economia Solvay Bruxelas. Em 1911, a universidade obteve sua personalidade jurídica sob o nome de Université Libre de Bruxelles - Vrije Hogeschool te Brussel.
A ocupação alemã da Bélgica durante a Primeira Guerra Mundial levou à suspensão das aulas por quatro anos, entre 1914 e 1918. No período pós-guerra, a Universidade Livre de Bruxelas transferiu suas principais atividades para o bairro de Solbosch, no município de Ixelles, ao sul da cidade, onde foi construído um campus universitário específico para esse fim, com financiamento da Fundação Educacional Belga-Americana.
Durante a Segunda Guerra Mundial, a universidade foi novamente fechada pelas autoridades alemãs em 25 de novembro de 1941, durante a segunda ocupação da Bélgica. Estudantes da universidade participaram ativamente da Resistência Belga, notadamente com a criação do Grupo Geral de Sabotagem da Bélgica (Groupe G).

### Divisão da universidade

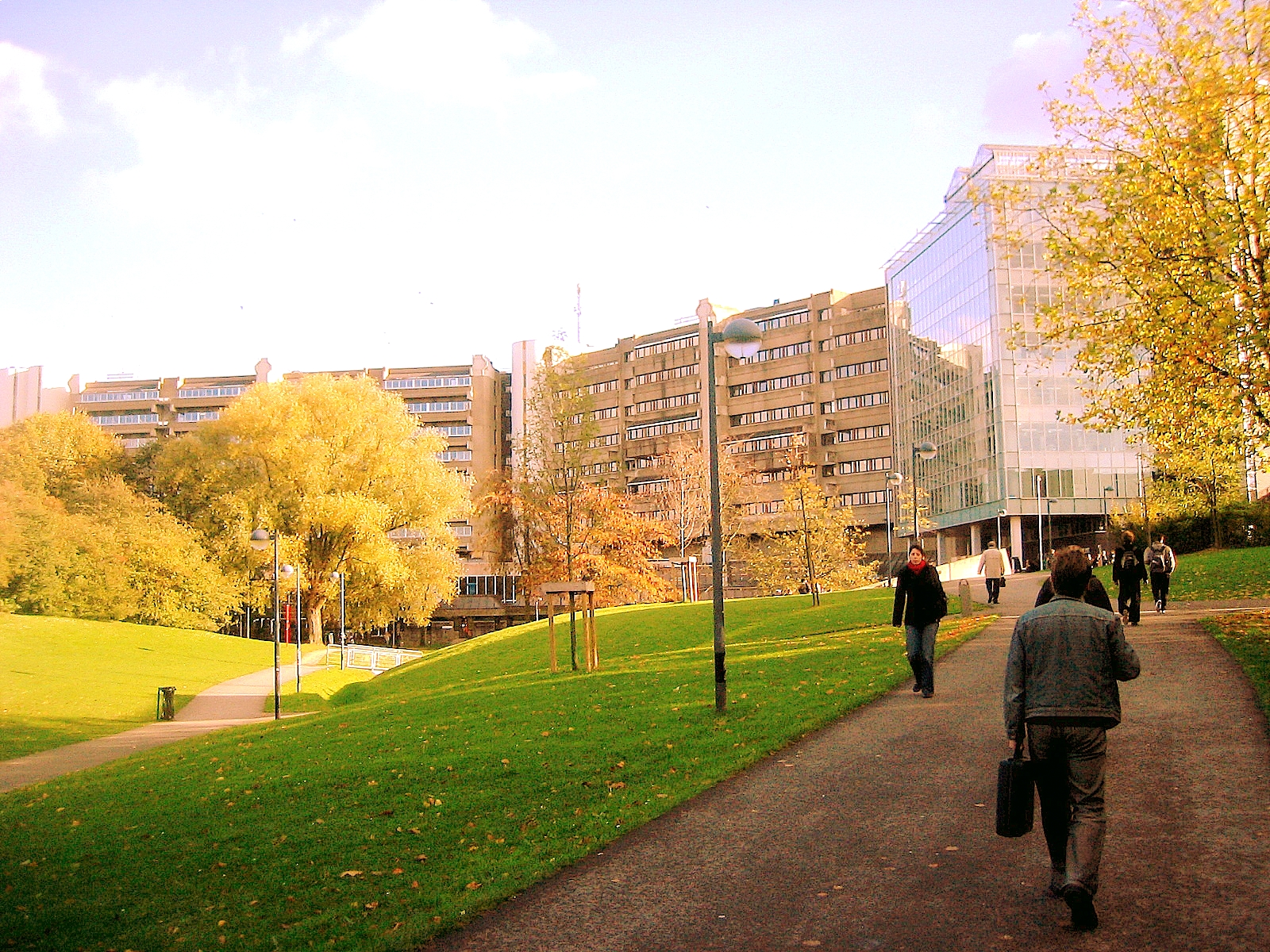
A Vrije Universiteit Brussel, de língua holandesa, mudou-se para um novo campus como resultado da divisão

Os cursos da Universidade Livre de Bruxelas eram ministrados exclusivamente em francês até o início do século XX. Após a independência da Bélgica, o francês consolidou-se como a língua da burguesia e das classes altas, sendo o único idioma utilizado nos campos jurídico e acadêmico. Com o fortalecimento do Movimento Flamengo, que representava a maioria dos falantes de neerlandês em Flandres, a ausência de ensino superior em neerlandês tornou-se uma importante fonte de tensão política. A Universidade de Gante foi a primeira instituição a oferecer cursos exclusivamente em neerlandês, a partir de 1930.
Alguns cursos da Faculdade de Direito da Universidade Livre passaram a ser ministrados em francês e neerlandês já em 1935. No entanto, apenas em 1963 todas as faculdades passaram a oferecer ensino nos dois idiomas.
As tensões entre estudantes francófonos e neerlandófonos atingiram seu auge em 1968, quando a Universidade Católica de Leuven foi dividida por critérios linguísticos, tornando-se a primeira de várias instituições belgas a adotar essa medida.
Em 1º de outubro de 1969, as seções francófona e neerlandófona da Universidade Livre de Bruxelas foram oficialmente separadas, originando duas universidades irmãs distintas. A divisão foi formalizada pela lei de 28 de maio de 1970, aprovada pelo Parlamento belga, que reconheceu a Université Libre de Bruxelles (ULB), de língua francesa, e a Vrije Universiteit Brussel (VUB), de língua neerlandesa, como entidades jurídicas, administrativas e científicas independentes.

## Corpo docente notável
- Henri La Fontaine (1854–1943): Prêmio Nobel da Paz em 1913.
- Jules Bordet (1870–1961): Prêmio Nobel de Fisiologia ou Medicina em 1919.

## Honrarias
- Jogos Olímpicos
  -  Medalhistas de bronze (1): 1900